# خمیلنیک
خمیلنیک (به اوکراینی: Хмільник) شهری در استان وینیتسیا در کشور اوکراین واقع شده‌است. جمعیت این شهر ۲۷,۱۵۸ نفر (۲۰۲۱ تخمینی)است.